# Michaela von Freyhold
Michaela von Freyhold (geboren als Michaela von Alth) (* 20. August 1940; † 31. Januar 2010 in Bremen) war eine deutsche Soziologin.

## Leben
Michaela von Alth, seit 1964: Michaela von Freyhold, studierte von 1959 bis 1965 Soziologie in Frankfurt und Wien; ihre Diplomarbeit behandelte Theoretische Voraussetzungen des empirischen Studiums sozialer Vorurteile. Von 1965 bis 1968 arbeitete sie am Frankfurter Institut für Sozialforschung, danach bis 1970 als Dozentin für Soziologie an der University of Dar es Salaam, Tansania. Ihre Dissertation Autoritarismus  und politische Apathie ist 1971 in den von Theodor W. Adorno und Ludwig von Friedeburg herausgegebenen Beiträgen zur Soziologie veröffentlicht worden. Im Jahr 1979 erschien ihr Hauptwerk, Ujamaa Villages in Tanzania: Analysis of a Social Experiment. 
Von 1979 bis zu ihrer Emeritierung war Michaela von Freyhold an der Universität Bremen Professorin für Soziologie mit dem Schwerpunkt Entwicklungssoziologie. Sie leitete den Studiengang ENRO (Entwicklungspolitik mit dem Schwerpunkt Nicht-Regierungsorganisationen) (später umbenannt in DENGO). Zu ihren Schülern zählten Robert Kappel und die Politologin Elke Grawert.
Nach ihrer Emeritierung engagierte sie sich in Bremen für Flüchtlinge aus Afrika sowie für die Malariaprävention in Afrika.

## Werk
Ihr 1979 erschienenes Hauptwerk behandelte die Frühphase des sozialen Experimentes der Ujamaa-Dörfer in Tansania und wird von tansanischen Wissenschaftlern als wegweisende Analyse beurteilt:

„die bei weitem beste Studie der frühen Jahre des Ujamaa, basierend auf sorgfältiger Feldforschung und Beobachtungen in vier Dörfern in der Tanga Region, aber auch die Ereignisse historisch und politökonomisch einordnend – wie sie es in ihren Vorlesungen tat. Sie zeigte, wie junge Beamte auf Anweisung der Regierung einen Job erfüllten, der ihnen nicht gefiel, in Dörfern, von denen sie wenig verstanden. Die Fallstudien zeigen, dass viele Dorfbewohner bereit waren, sich auf das Ujamaa-Experiment einzulassen, aber dass sie immer wieder von unfreundlichen Handlungen der Regierungsbeamten enttäuscht wurden oder durch die Art der Hilfe, die sie nicht angefordert hatten und die für sie nicht prioritär war.“

In den exportorientierten Bauern und den Aktiven des informellen Sektors, die Grenzen bisheriger Gewohnheiten und Traditionen überwinden mussten, sah sie später das Schumpetersche "Subjekt der Entwicklung in Afrika".

## Bewertungen
"Dass Michaela von Freyhold, die Expertin für Autoritarismus, sich auch persönlich nicht von 'Autoritäten' einschüchtern ließ", belegt nach der im Nachruf geäußerten Ansicht der Bremer Linken ein Zitat Adornos über seine Schülerin: "Ob ich sie weiter behalten kann, ist noch unsicher, zumal ich mich zuletzt über ihre Frechheit, die in direkter Proportion zu ihrer leisen Stimme steht, sehr geärgert habe... Andererseits ist und bleibt sie hochbegabt."

## Schriften
- Michaela von Freyhold: Autoritarismus und politische Apathie, Europäische Verlagsanstalt, Frankfurt a. M. 1971.
- Michaela von Freyhold: Ujamaa Villages in Tanzania: Analysis of a Social Experiment, Heinemann, London 1979.
- Michaela von Freyhold: Universal primary education and education for self-reliance in Tanga, GTZ, Eschborn 1979.